# جون شارب (حكم)
جون «شربي» شارب (بالإنجليزية: John "Sharpie" Sharp)‏ هو حكم فنون قتالية مختلطة أسترالي في يو إف سي.